# Ремеделло (культура)
Культура Ремеделло — археологическая культура эпохи энеолита, существовавшая на территории Италии в III тысячелетии до н. э. в Паданской долине. Связана происхождением с вучедольской культурой. Есть сходство с более северными культурами — Альтхайм и Пфин.
Название происходит от находок в коммуне Ремеделло, где был обнаружен некрополь с погребениями в основном эпохи медного века, однако некоторые могилы можно отнести к более позднему времени — бронзового и даже железного веков.
Характерным для данной культуры было производство предметов из кремня (кинжалы, копья, наконечники стрел) исключительно хорошей обработки, а также из шлифованного камня и сплава меди с мышьяком (псевдобронзы) и серебра (оружие, заколки, пекторали, браслеты). Декоративные элементы многих изделий, возможно, имеют восточное происхождение. Как правило, все указанные предметы были найдены в составе погребальной утвари в индивидуальных захоронениях. Технология металлообработки культуры Ремеделло позднее распространилась далее, на побережье Каталонии-Руссильона и к Артенакской культуре.
Медные кинжалы культуры Ремеделло были престижными объектами своего времени. Они часто изображаются на памятниках соседних регионов, в частности, в наскальных гравюрах долины Валькамоника.

## Палеогенетика
При исследовании ископаемой ДНК у представителей культуры Ремеделло были обнаружены Y-хромосомные гаплогруппы I2 и I2a и митохондриальные гаплогруппы J1c1b, H2a, X2c1. 
Образцы RISE486 (2136-1771 гг. до н. э.), RISE487 (3485-3103 гг. до н.э.), RISE489 (2909-2576 гг. до н. э.) считаются родственниками 2-3-й степени родства.

## Хронология
ДеМаринис выделяет несколько этапов в развитии культуры:
- Remedello I — 3400-2900 BC — медные кинжалы, связанные с культурами к северу от Альп (в особенности Альтхайм, Пфиин).
- Remedello II — 2900—2400 BC — треугольные кинжалы, керамика с метоповым орнаментом, напоминающим орнамент фонбуисской культуры в Лангедоке (Fontbouisse Culture, 2800-2200BC).
- Remedello III — 2400—2150 BC — стадия колоколовидных кубков.